# 烏克蘭海軍步兵第36旅
乌克兰海军步兵第36旅（烏克蘭語：36-та окрема бригада морської піхоти）是烏克蘭海軍步兵下轄的一支旅級作戰單位。該作戰單位成立於2015年。该旅前身是2014年俄羅斯聯邦併吞克里米亞后，从克里米亚撤出的3个烏克蘭海軍殘餘单位：第36独立海防旅、第1独立海军陆战队营、第501独立海军陆战队营。該旅的基地位於尼古拉耶夫。